# Agrypon leucostomum
Agrypon leucostomum är en stekelart som först beskrevs av Cameron 1912.  Agrypon leucostomum ingår i släktet Agrypon och familjen brokparasitsteklar. Inga underarter finns listade i Catalogue of Life.